# Boltzmann-Ladungsverteilung
Die Boltzmann-Ladungsverteilung beschreibt das resultierende elektrische bipolare Ladungsgleichgewicht von gasgetragenen Partikeln (Aerosol) innerhalb einer Ladungsträgerwolke, die positive und negative Ionen (sowie Elektronen) enthält. Hierbei entspricht die Ladungsverteilung der Wahrscheinlichkeit, wie hoch der Ladungszustand einer Partikelfraktion nach hinreichend langer Verweildauer in der Ladungswolke ist. 

## Ladungsverteilung
Die Bewegung gasgetragener Partikel wird durch ständige Kollision mit anderen Partikeln sowie mit Gasmolekülen bestimmt. Ist mindestens einer der Stoßpartner elektrisch geladen, so findet bei Kollision zusätzlich ein Ladungsaustausch statt, der abhängig von der Ladungshöhe der Stoßpartner ist. Der Ladungszustand von Partikeln ist hierbei stark abhängig von dessen Größe bzw. Oberflächenbeschaffenheit. Die Ladungsverteilung eines Partikelkollektivs, welches sich nach entsprechender Verweildauer in einer bipolaren Ladungswolke einstellt, kann mit der Boltzmann-Ladungsverteilung beschrieben werden.

Boltzmann-Ladungsverteilung, d_{P} < 20 nm

Boltzmann-Ladungsverteilung, d_{P} > 20 nm

Für Partikeldurchmesser dP < 20 nm gilt
{\displaystyle f(d_{\text{P}},n)={\frac {x(d_{\text{P}},n)}{\sum \limits _{n=-\infty }^{\infty }x(d_{\text{P}},n)}}}
Für Partikeldurchmesser dP > 20 nm gilt
{\displaystyle f(d_{\text{P}},n)={\frac {e}{\sqrt {4\cdot \pi ^{2}\cdot \varepsilon _{0}\cdot d_{\text{P}}\cdot k_{\mathrm {B} }\cdot T}}}\cdot x(d_{\text{P}},n)}
mit
{\displaystyle x(d_{\text{P}},n)=\exp \left(-{\frac {n^{2}\cdot e^{2}}{4\cdot \pi \cdot \varepsilon _{0}\cdot d_{\text{P}}\cdot k_{\mathrm {B} }\cdot T}}\right)}
Hierbei ist dP der Partikeldurchmesser, n die Ladungszahl (ganzzahliges Vielfaches der Elementarladung), e die Elementarladung 1,602 · 10−19 C, ε0 die Permittivität des Vakuums 8,854 · 10−12 As/Vm, kB die Boltzmann-Konstante 1,308 · 10−23 J/K und T die Gastemperatur.
Geht man davon aus, dass gleich viele positive wie negative Ladungsträger vorhanden sind, ist die resultierende Gesamtladung gleich Null, das heißt, das Partikelkollektiv wirkt nach außen hin neutral. Innerhalb des Kollektivs wird ebenfalls der größte Anteil der Partikel neutralisiert, insbesondere mit abnehmender Partikelgröße. Für dP >> 20 nm nimmt der Anteil mehrfach geladener Partikel zu.
In der Aerosolmesstechnik werden Partikel häufig durch Ionisation des Trägergases bipolar aufgeladen, zum Beispiel durch eine schwach radioaktive Quelle. Durch Kenntnis der Boltzmann-Ladungsverteilung und der elektrischen Partikelmobilitätsverteilung kann man dann durch einen entsprechenden Inversionsalgorithmus auf die Partikelgrößenverteilung schließen.